# Shaggy (muzician)
Orville Richard Burrell (n. 22 octombrie 1968 în Kingstone, Jamaica) cunoscut sub numele scenic Shaggy, este cântăreț jamaicano-american de reggae cu nominalizări la Grammy care preia numele companionului său din Scooby Doo, Norville „Shaggy” Rogers. Porecla i-a fost pusă de către prieteni în timpul adoleșcenței pentru că numele acestuia este similar cu cel al caracterului din Scooby Doo. Este în special notabil mulțumită vocii sub-bariton. Vorbind la „This morning” pe 27 august, 2008, Orville spunse că porecla „Shaggy” se referă la forma părului său de atunci.

## Biografie
Familia sa se mută în Statele Unite din Jamaica și se stabilesc în cartierul din Flatbush, Brooklyn din New York. Shaggy se mută în Valley Stream, New York unde își face propriul studio de înregistrări din oraș. Se înrolează în 1988 la polițistii marini ai Statelor Unite, iar în timpul înrolării în Marină „servește” ca ajutor în timpul operațiunii „Furtuna Deșertică” pe timpul Războiului din Golf. A trebuit să treacă ceva timp pentru ca Shaggy să-și perfecționeze vocea.

## Cariera
După întoarcerea din Golf, decide să-și dezvolte cariera muzicală cu primul său hit din 1993, „Oh Carolina” ce aparținea genului Dancehall fiind un re-make al hitului de Folkes Brothers. În același an apare pe albumul hip-hop a lui Kenny Dope. Acesta are în față un viitor mare, cu hit-uri mari, precum „Boombastic” în 1995. Are o revenire majoră în 2001 cu piesele globale number one „It Wasn't Me” și „Angel”. Albumul Hot Shot va prinde locul întâi în Billboard 200 și în topurile albumelor in Marea Britanie. Oricum, în 2002 lansează Lucky Day, și în 2005 albumul Clothes Drop ce nu a reușit să obțină succesul albumului Hot Shot. Shaggy reface tema melodiei Scooby Doo pe un soundtrack intitulat „Shaggy, Where Are You?”. Shaggy a mai înregistrat tema filmului Showtime din 2002. Pe 11martie, 2007 acesta cântă melodia oficială a Cupeo Mondiale De Cricket 2007, intitulată „The Game of Love and Unity” la ceremonia de deschidere din Stadionul Greenfield, Trelawny, Jamaica. Pe august 2007 o însoțește pe Cyndi Lauper în Singapore pentru Festivalul de Muzică Sonnet, unde au interpretat împreună melodia „Girls Just Want To Have Fun”. 
Pe octombrie, 2007 a fost premiat în Jamaica cu premiul „Order of Distinction”.
În ianuarie 2008, interpretează în concert cu Natalia și En Vogue în Antwerp.
În 2008, UEFA îl aleg pe Shaggy să înregistreze imnul oficial pentru mascote pentru turneul de fotbal Euro 2008 ținut în Austria și Elveția.
În vara lui 2008 apare pe Vh1 în serialul „I Love The New Millenium”.
Pe 4 decembrie, Intoxication a fost nominalizat la categoria „Best Reggae Album” la a 51 ediție a premiilor Grammy. Pe 31 martie 2014 el lansează alături de muzicianul român DJ Hidrro piesa "Remain In Our Hearts" care este extrasă de pe compilația SMIX - Mr. Lover Collection.

## Discografie

### Albume
- 1993: Pure Pleasure
- 1994: Original Doberman
- 1995: Boombastic
- 1997: Midnite Lover
- 2000: Hot Shot
- 2002: Lucky Day US
- 2005: Clothes Drop
- 2007: Intoxication
- 2008: Best of Shaggy: The Boombastic Collection
- 2011: Shaggy & Friends
- 2011: Summer in Kingston
- 2012: Rise
- 2013: Out of Many, One Music
- 2014: SMIX - Mr. Lover Collection (cu DJ Hidrro)
- 2018: 44/876 (cu Sting)
- 2019: Wah Gwaan?!
- 2020: Hot Shot 2020

## Premii și nominalizări
Premiile Grammy
| An   | Nominalizat pentru              | Premiu                            | Rezultat     |
| ---- | ------------------------------- | --------------------------------- | ------------ |
| 1996 | Boombastic                      | Best Reggae Album                 | Câștigat     |
| 2002 | "It Wasn't Me" featuring Rikrok | Best Pop Collaboration with Vocal | Nominalizare |
| 2006 | Clothes Drop                    | Best Reggae Album                 | Nominalizare |
| 2008 | Intoxication                    | Best Reggae Album                 | Nominalizare |
| 2012 | Summer In Kingston              | Best Reggae Album                 | Nominalizare |

American Music Awards
| Year | Nominated work | Award                                | Result       |
| ---- | -------------- | ------------------------------------ | ------------ |
| 2002 | Shaggy         | Favorite Male Pop/Rock Artist        | Nominalizare |
| 2002 | Shaggy         | Favorite Rap/Hip-Hop Artist          | Nominalizare |
| 2002 | Shaggy         | Favorite Internet Artist of the Year | Nominalizare |